# Hakeborn
Hakeborn este o comună din landul Saxonia-Anhalt, Germania.